# Danni collaterali
(Tagline del film)
Danni collaterali (Collateral Damage) è un film del 2002 diretto da Andrew Davis, con protagonista Arnold Schwarzenegger.
Il film racconta di una serie di attacchi terroristici avvenuti in diverse città statunitensi da parte di estremisti colombiani, in cui un vigile del fuoco, che a causa di uno di questi attentati ha perso la famiglia, prende l'iniziativa di farsi giustizia da solo e fermare il principale artefice dell'attentato.
Il titolo fa riferimento a una frase che viene detta nel film, con la quale la morte della famiglia del protagonista, su cui si incentra la trama, è definita dall'interlocutore "effetto secondario di un'azione di giustizia", un "danno collaterale" appunto.

## Trama
Gordon Brewer detto Gordy è un vigile del fuoco che vive a Los Angeles con la moglie ed un figlio piccolo. Una mattina Gordy si reca in un bar per incontrare moglie e figlio, per portare quest'ultimo dal dottore. Un agente della polizia stradale posteggia la sua motocicletta nelle vicinanze e, prima che Gordy raggiunga il bar, questa esplode per la detonazione di un potente ordigno posto al suo interno, uccidendo la famiglia del protagonista insieme ad altre 7 persone.
Quando giungono i soccorsi, si viene a sapere che la strage era in realtà un attentato finalizzato ad eliminare un convoglio di agenti della CIA e ufficiali colombiani che sarebbe dovuto passare lungo quel percorso. Tra le vittime infatti ci sono anche questi ultimi. Gordy è disperato per la morte della sua famiglia e dopo aver parlato con la polizia, a cui dichiara di aver visto il terrorista camuffato da poliziotto, viene a sapere che è un famoso estremista colombiano chiamato Lupo, che si pone come obiettivo la rottura dei rapporti tra USA e Colombia (Nel copione iniziale i terroristi dovevano essere arabi e le scene successive ambientate in Libia). Il pompiere viene anche a sapere che per motivi di politica estera e protocolli tra le polizie, l'omicida non verrà neppure cercato, in quanto si è diretto in territorio colombiano e l'America ha deciso di ritirare le proprie truppe dal territorio. Decide così di farsi giustizia da solo e, con l'aiuto di alcuni amici, riesce ad entrare in Colombia giungendo a Valencia dalla quale prende un bus per raggiungere la zona controllata dai guerriglieri. Il mezzo però viene fermato dai paramilitari filogovernativi in cerca di guerriglieri, per cui Gordy è costretto a fuggire nella boscaglia e, gettandosi in un fiume, riesce a seminare gli inseguitori. Nel frattempo Peter Brandt, a capo della CIA in Colombia, venuto a sapere della presenza dell'uomo e con la speranza di eliminarlo, informa indirettamente i guerriglieri al fine di convincere le autorità americane a cambiare idea sulla presenza militare in Colombia.
Giunto in una cittadina, Brewer viene individuato e catturato dalla polizia locale. Viene condotto in un carcere, dove riesce a ottenere da un prigioniero un pass per attraversare il fiume e raggiungere il covo dei guerriglieri dove si trova il terrorista, Claudio Perrini, a cui dà la caccia. Il carcere viene poi assalito dai guerriglieri per liberare i loro prigionieri. Approfittando della confusione e dell'incendio divampato a seguito dell'assalto, Gordy riesce a fuggire. Attraversato il fiume, Gordy riesce ad eludere i controlli e a spacciarsi per meccanico. Viene condotto nella villa dello spacciatore Felix Ramirez, dove viene prodotta della cocaina. Qui finge di lavorare per riparare un generatore, ma in realtà prepara una trappola esplosiva. Le guardie in seguito lo riconoscono e tentano di prenderlo, ma la trappola scatta distruggendo l'intera fabbrica di droga, mentre il trafficante viene ucciso dai guerriglieri. Brewer riesce a nascondersi sotto un camion dei guerriglieri, venendo così trasportato a loro insaputa nel loro campo base. Gordy finalmente localizza il terrorista e nasconde una bomba a mano nell'edificio in cui si trova, ma vedendo la presenza di una donna e di un bambino vicino al capo dei guerriglieri, tenta di fermarli, allertando tutti e vanificando il suo piano di vendetta. Viene così legato e catturato. Brandt e il suo gruppo, tramite rilevazioni via satellite, riescono ad individuare l'esplosione, comprendendo i piani di Gordy. Decidono così di attaccare il campo contro gli ordini del governo, con la scusa di liberare il pompiere americano.
Quest'ultimo viene a sapere che la donna che ha salvato era Selena, la moglie del terrorista. Selena rivela all'americano che Claudio si era unito ai guerriglieri ed è così assetato di vendetta perché i due hanno perso una figlia per mano dei soldati colombiani supportati da militari statunitensi; il bambino che Brewer ha salvato, rimasto orfano quella stessa notte, era stato adottato da Selena e Claudio. Decide quindi di aiutare Gordy a fuggire. Proprio quando lo libera, Brandt e il suo gruppo bombardano ed invadono il campo, massacrando i guerriglieri ed infine trovando la donna e Brewer. Durante il raid il pompiere uccide, per difendere se stesso e i suoi amici, un poliziotto colombiano, che già durante la fuga dal bus aveva cercato di eliminarlo.
Nel frattempo però si viene a conoscenza che il terrorista Claudio Perrini si è recato nuovamente negli USA per compiere un nuovo atto terroristico. Gli agenti americani, Gordy e la moglie di Claudio tornano anch'essi in America, con l'intenzione di trovare e fermare il terrorista. Selena, al Dipartimento di Stato, aiuta a identificare il luogo in cui dovrebbe avvenire l'attentato: la Union Station di Washington. Gordy si accorge però che la donna è in realtà una talpa e che sta fornendo informazioni depistanti per coprire i reali intenti di Claudio. Selena infatti ha consegnato al figlio un giocattolo con un ordigno esplosivo all'interno. Il pompiere riesce a gettare la bomba fuori dalla finestra del centro di sicurezza e si mette all'inseguimento della donna. Selena, dopo aver ucciso Brandt, si incontra con Claudio nei sotterranei dell'edificio, dove il terrorista ha collocato un'ulteriore bomba. Prima che i due possano fuggire con una moto però, Gordy li intercetta e, dopo un cruento combattimento, riesce ad ucciderli entrambi, evitando che il terrorista faccia detonare la bomba.
Il film termina con Gordy che si allontana a bordo di un'auto della polizia tenendo in braccio il figlio dei due terroristi. Si presume che il pompiere abbia intenzione di adottare il bambino.

## Produzione
Le riprese del film sono avvenute nella maggior parte a Veracruz, Messico, a Los Angeles, California, a New York, alla Union Station di Washington e negli studi Warner Brothers Burbank Studios. Il budget è stato di 85 milioni di dollari
Si sono verificati furti da parte di malviventi armati durante la produzione, per un totale di 500.000 dollari.

## Distribuzione

### Data di uscita
- USA: 8 febbraio 2002
- Italia: 22 febbraio 2002

L'uscita del film era prevista per il 5 ottobre 2001, ma fu posticipata di 4 mesi a causa degli attentati dell'11 settembre 2001.

### Incassi
Il film ha incassato globalmente 78382433 $, di cui 40077257 $ negli Stati Uniti, cui vanno aggiunti ulteriori $ 70 milioni ottenuti dall'home video. 

L'incasso in Italia è stato di 1026226 €.

## Citazioni
- Felix Ramirez (John Leguizamo) fa una battuta relativa al lavoro da meccanico di Gordy, facendo riferimento ai tedeschi capaci di lavorare come cyborgs. Nel noto film Terminator Arnold Schwarzenegger interpreta proprio un cyborg[2].